# Centre de vol espacial Goddard

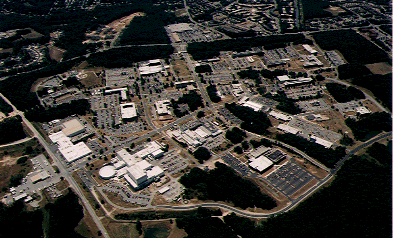
Vista aèria del Centre de vol espacial Goddard.

El Centre de vol espacial Goddard (CVEG) Goddard Space Flight Center (GSFC) és un laboratori de recerca de la NASA considerable, establert l'1 de maig de 1959 com el primer Centre espacial de vol de la NASA. El CEVG (o GSFC) té aproximadament 10.000 contractistes i funcionaris públics, i està situat a uns 10,45 km al nord-oest de Washington, DC a Greenbelt (Maryland).
El CVEG té la major organització de científics i enginyers dedicats a expandir el coneixements de la Terra, el sistema solar, i l'Univers via observacions des de l'espai dins dels Estats Units. El CVEG és un important laboratori dels Estats Units per desenvolupar i operar satèl·lits científics no tripulats. El CVEG dirigeix la investigació científica, els desenvolupaments i operacions espacials, i desenvolupaments de tecnologies relacionades. Els científics de Goddard saben desenvolupar i donar suport a una missió, i els enginyers i tècnics saben dissenyar i construir les satèl·lits per a la missió.